# Dasychira junki
Dasychira junki är en fjärilsart som beskrevs av Felix Bryk 1935. Dasychira junki ingår i släktet Dasychira och familjen tofsspinnare. Inga underarter finns listade i Catalogue of Life.